# Ostoja Czarnorzecka
Ostoja Czarnorzecka este o arie protejată (sit de importanță comunitară — SCI) din Polonia întinsă pe o suprafață de 2.022,78 ha, integral pe uscat.

## Localizare
Centrul sitului Ostoja Czarnorzecka este situat la coordonatele 49°44′48″N 21°51′42″E / 49.7467°N 21.8616°E.

## Înființare
Situl Ostoja Czarnorzecka a fost declarat sit de importanță comunitară în martie 2007 pentru a proteja 6 specii de animale.

## Biodiversitate
Situată în ecoregiunea continentală, aria protejată conține 6 habitate naturale: Peșteri inaccesibile publicului, Păduri de fag Luzulo-Fagetum, Păduri de fag Asperulo-Fagetum, Păduri de stejar și carpen Galio-Carpinetum, Păduri aluvionare cu Alnus glutinosa și Fraxinus excelsior (Alno-Padion, Alnion incanae, Salicion albae), Păduri de brad Holy Cross (Abietetum polonicum).
La baza desemnării sitului se află mai multe specii protejate:
- amfibieni (2): izvoraș-cu-burta-galbenă (Bombina variegata), Triturus montandoni
- mamifere (4): liliac cârn (Barbastella barbastellus), liliac cu urechi mari (Myotis bechsteinii), liliac cărămiziu (Myotis emarginatus), liliac comun (Myotis myotis)